# 大井貞重
大井 貞重（おおい さだしげ、- 天正3年5月21日（1575年6月29日））は、戦国時代の武将。

## 略歴
天文15年（1546年）、父とともに信濃国内山城に籠城するが、武田晴信の攻撃を受けて落城、降伏した。父とともに長篠の戦いに出陣し戦死した。